# Morris WE
Der Morris WE/Austin S203/S403/S503  war ein Langhauber-Lkw, den die British Motor Corporation ab 1955 produzierte. Nach einer Überarbeitung 1964 wurde er zum Morris WF/Austin S303/S403/S503 und ab 1968 als BMC WF vermarktet. Auf den Exportmärkten trug das Austin-Modell meist die Bezeichnung des Morris, WE/WF.
Nachdem BMC mit Leyland Motors zur British Leyland Motor Corporation fusioniert hatte, wurde er von 1970 bis 1981 als Leyland WF produziert und durch den Leyland Landmaster abgelöst.

## Morris WE / Austin S203/S403/S503  1955–1964
Der Morris WE/Austin S203/S403/S503  war ein Langhauber Lkw, der erstmals 1955 als Gegenstück zum Morris FE (Austin FE) von der British Motor Corporation vorgestellt wurde und in den Handel ging. Waren bislang im Konzern die auf Morris-Commercial basierenden Lkws Frontlenker mit mehr  Augenschein auf schnellen und Volumentransport, war der Austin Loadstar dagegen mehr als Baufahrzeug, Sattelzugmaschine oder Pannenfahrzeug und ähnliche Aufgaben für schwerere Lkws geeignet. Da die Nutzfahrzeuge der Morris Motor Company und der Austin Motor Company nun zentral bei BMC entwickelt wurden und nur noch durch verschiedene Bezeichnungen und Embleme als Morris oder Austin vermarktet wurden, sollte ein Nachfolger des Austin Loadstar nun für beide Marken entstehen.
Die Kabine des Morris WE bzw.  Austin S203/S403/S503  wurde daher aus dem  Austin Loadstar entwickelt, ebenso wie das Chassis. Nachdem der Loadstar aber erst Ende 1954 überarbeitet worden war, blieb er noch bis Ende 1956 im Programm in der schwersten Variante mit 5 Tonnen Nutzlast.
Somit kam 1955 der Morris WE bzw. der Austin S203/S403/S503 mit 2,4 oder 5 Tonnen Nutzlast auf den Markt. Den Antrieb übernahm entweder ein BMC 3993 cm³ 6-Zylinder Benzinmotor mit 90 PS oder ein BMC 3,1 Liter Dieselmotor für die leichten Varianten. Für die 5 Tonnen Variante gab es neben dem 4 Liter Benzinmotor auch einen BMC 5103 cm³ 6-Zylinder Direkteinspritzung-Dieselmotor mit 100 PS. Der 3,1 Liter Dieselmotor wurde auf den Exportmärkten nicht angeboten, alle Motoren hatten 4-Gang Schaltgetriebe.

## Morris WF / Austin S303/S403/S503  1964–1968, BMC WF 1968–1970
Mitte 1964 wurde die Serie überarbeitet als Morris WF vorgestellt. Nachdem die 2 Tonnen Variante entfiel und nunmehr 3 Tonnen Nutzlast die kleinste Variante war, startete er als Austin S301/S401/S501. Optisch hervorstechende Design Unterschiede waren nun die Doppelscheinwerfer samt neuem Kühlergrill und eine einteilige Windschutzscheibe. Bei der Technik löste ein BMC 3,8 Liter Direkteinspritzer-Dieselmotor den 3,1 Liter ab und es gab nun 5-Gang statt 4-Gang Schaltgetriebe. Im Heimatmarkt bekam das Modell den Spitznamen „Woofer“. Nachdem BMC in den 1960er Jahren beschlossen hatte seine Nutzfahrzeuge auch unter dem Markennamen BMC zu vermarkten, wurde die Serie auch als  BMC WF angeboten. 1966 löste ein 5,7 Liter BMC Direkteinspritzer-Dieselmotor mit 105 PS den 5,1 Liter ab. Im Verlauf des Jahres 1968 wurden die Morris und Austin Varianten eingestellt. Im gleichen Jahr wurde auch die Fusion von BMC und Leyland zur BLMC vereinbart. Daher wurde die Serie 1970 zum Leyland WF umbenannt.

## Leyland WF 1970–1981
Bis 1975 blieb der Leyland WF technisch und optisch gleich wie die Vorgängermodelle. Aufgrund der gleichbleibend hohen Kundennachfrage nach dem Modell wurde der WF 1975 nochmals modernisiert in Form einer überarbeiteten Kabine und Front. Technisch wurde der Leyland 6,9 Liter Direkteinspritzer-Dieselmotor mit 115 PS eingeführt sowie Servolenkung.
Dies brachte ihm nochmals eine hohe Nachfrage und daher eine lange Produktionszeit bis 1981, als er durch den Leyland Landmaster ersetzt wurde.